# الجيش الوطني الألباني
الجيش الوطني الألباني (ANA) (بالألبانية: Armata Kombëtare Shqiptare)، هي مُنظمة شبه عسكرية ألبانية تأسست في 2001، وكانت تُنفذ عملياتها في مقدونيا الشمالية وصربيا وكوسوفو. تُعارض المجموعة اتفاقية أوهريد التي أنهت تمرد عام 2001 في مقدونيا بين قُوات جيش التحرير الوطني وقوات الأمن المقدونية.